# براونزویل (واشینگتن)
براونزویل (به انگلیسی: Brownsville) یک منطقهٔ مسکونی در ایالات متحده آمریکا است که در شهرستان کیتساپ، واشینگتن واقع شده‌است.